# Mian Mian
Mian Mian (chiń. 棉棉, ur. 28 sierpnia 1970 w Szanghaju) – chińska pisarka. Mieszka w Szanghaju, zajmuje się m.in. organizacją imprez tanecznych. Zadebiutowała zbiorem opowiadań La La La w 1997. Napisała dwie powieści: Cukiereczki (2000) i Panda Sex (2004). Powieścią Cukiereczki wywołała w Chinach prawdziwą burzę obyczajową, a powieść w cztery miesiące po ukazaniu się została zakazana przez cenzurę. Powieść została przetłumaczona na wiele języków, m.in. na japoński, grecki, niderlandzki, francuski. W Polsce wydano ją w roku 2007.